# Bosilovo
Bosilovo (en macédonien : Босилово) est une commune du sud-est de la Macédoine du Nord. Elle comptait 11 508 habitants en 2021 et fait 161,99 km2.
Son territoire est limitrophe de ceux des communes de Berovo, Novo Selo, Strumica et Vasilevo. Elle compte plusieurs villages : Bosilovo, où se trouve le siège de la commune, Borievo, Guetcherliya, Drvoch, Ednokouḱevo, Ilovitsa, Monospitovo, Petralintsi, Radovo, Robovo, Saray, Sekirnik, Staro Baldovtsi, Tournovo, Hamzali et Chtouka.

## Administration
La commune est administrée par un conseil élu au suffrage universel tous les quatre ans. Ce conseil adopte les plans d'urbanisme, accorde les permis de construire, il planifie le développement économique local, protège l'environnement, prend des initiatives culturelles et supervise l'enseignement primaire. Le conseil compte 15 membres.
Le pouvoir exécutif est détenu par le maire, lui aussi élu au suffrage universel. Depuis 2021, le maire de Bosilovo est Risto Mančev, né en 1981 et membre de VMRO-DPMNE.

## Démographie
Lors du recensement de 2002, la commune comptait :
- Macédoniens : 11 850 (95,71 %)
- Turcs : 494 (3,47 %)
- Roms : 24 (0,17 %)
- Serbes : 6 (0,06 %)
- Autres : 83 (0,59 %)